# Rebecca Jenkins

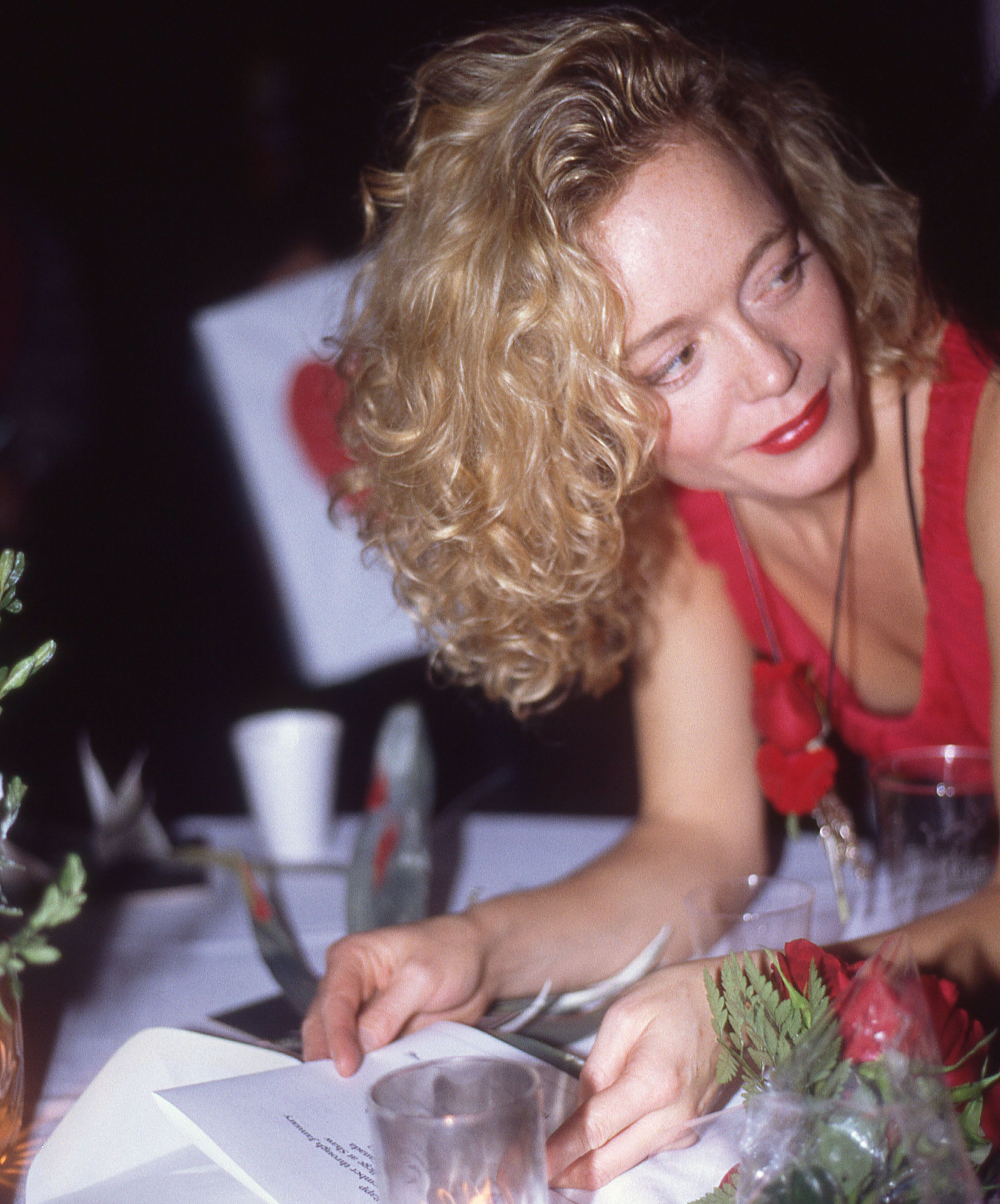
Rebecca Jenkins

Rebecca Jenkins (* 1959 in Innisfall, Alberta) ist eine kanadische Schauspielerin und Sängerin.

## Frühes Leben
Jenkins wurde in Innisfail geboren und verbrachte zur Zeit ihrer Kindheit einige Jahre in Halifax, Nova Scotia und ein Jahr in New York.

## Schauspielerin
Sie begann ihre Karriere als Schauspielerin 1987 nach einem Studium an der Vancouver Playhouse Acting School. Sie hatte Rollen als Protagonistin in der CBC-Serie Black Harbour, und in den Filmen Bye bye, Blues (1989), Marion, Wilby Wonderful (2004), Whole New THings (2005) und Supervukan (2005). Sie hatte auch eine Nebenrolle in dem Film Bob Roberts von 1992, als Dolores Perrigrew.
Rebecca Jenkins erschien auch in der NBC-Miniserie 10,5 – Die Erde bebt, wo sie die kalifornische Gouverneurin Carla Williams porträtierte. Sie erschien auch in der Serie Supernatural (2006). Ihr nächstes Fernsehprojekt war Past Sins (2006), das auf Lifetime erschien. Im Jahr 2012 spielte Rebecca Jenkins Reenactment-Szenen im Dokumentarfilm Stories We Tell.
Für ihre Darstellung im Film Bye Bye Blues gewann sie 1990 einen Genie Award als beste Schauspielerin in einer Hauptrolle.

## Musikerin
Als Sängerin war Jenkins hauptsächlich eine unterstützende Sängerin für Jane Siberry und Parachute Club. Sie nahm auch Musik für eine Reihe von Kompilationen auf und profitierte von kanadischen Alben und nahm am Count Your Blessings Konzert mit Siberry, Holly Cole, Mary Margaret O’Hara und Victoria Williams teil. Außerdem spielte Jenkins in dem Goodbye Adios Blues Soundtrack Album; Ihr Charakter im Film ist die einer Frau, die Jazz singt, um ihre Familie zu unterstützen, während ihr Mann während des Zweiten Weltkriegs weg ist.
Schließlich spielte sie am 1. September 2005 in der Aufnahme mit dem Titel „Adiós Adiós Blues“ in Calgary und eröffnete damit die Nacht der Hundertjahrfeier von Alberta. Im Jahr 2007 plante sie die Veröffentlichung ihres ersten Solo-Albums, einer Sammlung von Jazz-Standards. Ihr Ehemann, Joel Bakan, ein Jazzgitarrist der Firma sowie Al Matheson an der Trompete und Liam Macdonald am Schlagzeug und Percussion. Im Anschluss an diese Jazzpublikation wurde das Originalmaterial veröffentlicht.
Sie nahm auch an einer fünfwöchigen Radioserie namens Tranquila mit dem Singer-Songwriter David Ramsden teil. Die Radiosendung wurde wöchentlich mit vier neuen Sängerinnen im CBC Glenn Gould Studio aufgenommen. Gäste waren Carole Pape, Holly Cole, Lee Whalen, Lori Yates, Molly Johnson, Kate Fenner und Mary Margaret O’Hara.

## Privatleben
Sie heiratete Joel Bakan, den Autor des Buches und des Dokumentarfilms The Corporation, im Juli 2004 auf Galiano Island und hat zwei Kinder.

## Filmografie (Auswahl)

### Film
- 1988: Cowboys weinen nicht (Cowboys Don’t Cry)
- 1988: Verliebt, verlobt, verheiratet (Family Reunion)
- 1989: Bye Bye Blues
- 1991: South of Wawa
- 1991: Die Rache des Wolfes (Clearcut)
- 1992: Bob Roberts
- 2002: Interstate 60
- 2002: Past Perfect
- 2002: Marion Bridge
- 2003: The Republic of Love
- 2004: Wilby Wonderful
- 2005: Whole New Thing
- 2009: Cole
- 2010: Fathers & Sons
- 2012: Stories We Tell (Dokumentation)

### Fernsehen
- 1989: Die Waffen des Gesetzes (Street Legal, Fernsehserie, eine Folge)
- 1990: Das Mädchen aus der Stadt (Road to Avonlea, Fernsehserie, eine Folge)
- 1991: Darrow (Fernsehfilm)
- 1992: Scheidung per Mord (Till Death Us Do Part, Fernsehfilm)
- 1992: Split Images (Fernsehfilm)
- 1993: X-Men (Fernsehserie, eine Folge, Stimme)
- 1993: Destiny Ridge (Fernsehserie)
- 1994: Harvest for the Heart (Fernsehfilm)
- 1995: Nilus the Sandman: The First Day (Fernsehfilm, Stimme)
- 1996: The Legend of the Ruby Silver (Fernsehfilm)
- 1996–1999: Black Harbour (Fernsehserie, 39 Folgen)
- 1997: Traders (Fernsehserie, eine Folge)
- 1998: Der Schatten des Fremden (Stranger in Town, Fernsehfilm)
- 2000: Outer Limits – Die unbekannte Dimension (The Outer Limits, Fernsehserie, eine Folge)
- 2000: Tausche Hollywood gegen Liebe (Catch a Falling Star, Fernsehfilm)
- 2000: Dark Angel (Fernsehfilm)
- 2000: Nürnberg – Im Namen der Menschlichkeit (Nuremberg, Miniserie)
- 2000: Love Lessons (Fernsehfilm)
- 2000: Foreign Objects (Fernsehserie, Folge „Celebrity“)
- 2001: And Never Let Her Go (Fernsehfilm)
- 2001: Lügen, Sex und Leidenschaft (Sex, Lies & Obsession, Fernsehfilm)
- 2002: Guilty Hearts (Fernsehfilm)
- 2002: The Associates (Fernsehserie, 2 Folgen)
- 2002: A Nero Wolfe Mystery (Fernsehserie, eine Folge)
- 2003: The Atwood Stories (Fernsehserie, Folge „The Sunrise“)
- 2003: Twilight Zone (The Twilight Zone, Fernsehserie, eine Folge)
- 2004: Kingdom Hospital (Fernsehserie, eine Folge)
- 2004: 10.5 – Die Erde bebt (10.5, Miniserie)
- 2004: The Five People You Meet in Heaven (Fernsehfilm)
- 2005: Supervulkan (Supervolcano, Fernsehfilm)
- 2005: Into the West – In den Westen (Into the West, Fernsehserie, eine Folge)
- 2005–2006: Godiva’s (Fernsehserie, 7 Folgen, Stimme)
- 2006: Supernatural (Fernsehserie, eine Folge)
- 2006: Past Sins (Fernsehfilm)
- 2006: Reunion (Fernsehserie, Folge „1998“)
- 2008: The Guard (Fernsehserie, Folge „Vom Nebel kommend“)
- 2010: Bond of Silence (Fernsehfilm)

## Einzelnachweis
1. 1 2  Rebecca Jenkins biography Tribute.ca. Abgerufen am 18. Juli 2018. (englisch).

| Personendaten    | Personendaten                          |
| ---------------- | -------------------------------------- |
| NAME             | Jenkins, Rebecca                       |
| KURZBESCHREIBUNG | kanadische Schauspielerin und Sängerin |
| GEBURTSDATUM     | 1959                                   |
| GEBURTSORT       | Innisfall, Alberta                     |